# Анновка (Семёновский район)
Анновка (укр. Ганнівка) — бывшее село в Семёновском районе Черниговской области Украины. Село было подчинено Погорельскому сельсовету.

## История
Впервые упоминается в 1859 году как хутор Аннинский, состоял из 1 двора, где проживало 2 человека.
Население на 1986 год — 20 человек.
Решением Черниговского областного совета от 27.08.2005 года село снято с учёта.

## География
Было расположено южнее села Тополевка и восточнее посёлка Трудовое. Окружено лесом (доминирование сосны). 